# Нові Виселки (Алатирський район)
Нові Ви́селки (рос. Новые Выселки, чув. Паснапуç) — присілок у складі Алатирського району Чувашії, Росія. Входить до складу Староайбесинського сільського поселення.
Населення — 16 осіб (2010; 62 у 2002).
Національний склад:
- чуваші — 95 %